# Barbara Müller (Kirchenhistorikerin)
Barbara Müller (* 1966) ist eine Schweizer evangelische Kirchenhistorikerin. Sie ist Professorin für Kirchengeschichte an der Universität Hamburg.

## Leben
Nach dem Studium der evangelischen Theologie und Psychologie an der Universität Bern wurde sie in Bern mit der Arbeit Der Weg des Weinens. Die Tradition des „Penthos“ in den Apophthegmata Patrum 1998 promoviert. Wissenschaftliche Mitarbeiterin für Kirchengeschichte an der Universität Zürich war sie von 1997 bis 2000. Von 2002 bis 2003 und von 2004 bis 2008 war sie CARTS-Fellow der Faculty of Divinity, University of Cambridge. Der Schweizerische Nationalfonds förderte sie mit zwei Stipendien (1995–1996, 2000–2003). In Rom hielt sie sich von 1995 bis 1996 und von 2000 bis 2001 an der Päpstlichen Universität Gregoriana, am Päpstlichen Orientalischen Institut, am Päpstlichen Patristischen Institut Augustinianum und an der Universität La Sapienza auf. Am Department of Religious Studies der University of Virginia arbeitete sie von 2001 bis 2002. Von 2003 bis 2006 hatte sie Lehraufträge an der Benediktinischen Hochschule des Klosters Einsiedeln und an der Universität Zürich inne. Mit der Arbeit Führung im Denken und Handeln Gregors des Grossen wurde sie 2005 an der Friedrich-Alexander-Universität Erlangen-Nürnberg habilitiert. Seit 2008 ist sie ordentliche Professorin für Kirchengeschichte an der Universität Hamburg. 
Sie forscht zur Askese, Spiritualität, Mystik, Hagiographie, zum Mönchtum (Benediktinisches Klosterleben und digitale Medien), zu Gregor dem Großen, dem Frühmittelalter und interdisziplinärer Kirchengeschichte (Altkirchliche Rezeptionsgeschichte von 2 Tim im Rahmen des internationalen Forschungsprojekts Novum Testamentum Patristicum; Tätowierte Christen – christliche Tätowierungen). Sie ist Mitglied des Istituto Svizzero di Roma, der Patristischen Arbeitsgemeinschaft, Wissenschaftlichen Gesellschaft für Theologie, Meister Eckhart-Gesellschaft und des Deutschen Hochschulverbandes.

## Veröffentlichungen (Auswahl)
- Der Weg des Weinens. Die Tradition des „Penthos“ in den Apophthegmata Patrum (= Forschungen zur Kirchen- und Dogmengeschichte. Band 77). Vandenhoeck und Ruprecht, Göttingen 2000, ISBN 3-525-55185-1 (Zugl.: Bern, Univ., Diss., 1998).
- Führung im Denken und Handeln Gregors des Grossen (= Studien und Texte zu Antike und Christentum. Band 57). Mohr Siebeck, Tübingen 2009, ISBN  978-3-16-149534-2, urn:nbn:de:101:1-201708046597 (Zugl.: Erlangen, Univ., Habil.-Schr., 2005).